# Distrito de Aschaffenburg
El distrito de Aschaffemburg es uno de los 71 distritos en que está dividido administrativamente el estado alemán de Baviera. Es colindante (en el sentido de las agujas del reloj, empezando desde el oeste) con los distritos de Darmstadt-Dieburg, Offenbach, Meno-Kinzig (todos en el estado federado de Hesse), los distritos bávaros de Main-Spessart y Miltenberg y la ciudad de Aschaffenburg. La ciudad de Aschaffenburg está rodeada por el distrito, pero no pertenece a él. Pese a ello, es la capital administrativa del mismo.

## Historia
Se han encontrado restos de asentamientos romanos en el río Meno. Hubo un campamento militar en lo que en la actualidad es el municipio de Stockstadt. Tras la retirada de los romanos de la zona fue objetivo de los alamanes y los francos, antes de pasar a formar parte del electorado de Maguncia. Mientras que las laderas del Meno estuvieron pobladas durante todos estos siglos, las montañas Spessart (a los pies de las cuales está la ciudad de Aschaffenburg) no lo estuvieron hasta el siglo XIII.
Los distritos de Aschaffenburg y Alzenau fueron creados en 1862. Medio siglo después la región fue anexionada al estado de Baviera. Estos distritos fueron a su vez unidos en 1972 para formar el distrito de la actualidad.

## Geografía
El distrito está ubicado en el extremo noroeste de Baviera y es colindnate con Hesse en dos de sus lados. El río Meno forma la frontera oeste, aunque al suroeste de la ciudad de Aschaffenburg, en la ladera oeste del río, hay partes incorporadas al distrito. Al sur y al este del distrito están las montañas Spessart.

## Escudo de armas
El escudo de armas muestra:
- en la parte superior, hojas de roble, simbolizando las montañas Spessart y sus densos bosques;
- en la parte inferior izquierda, la rueda del electorado de Maguncia;
- en la parte inferior derecha, los anillos azules de la familia Echter, familia noble que poseía gran parte de la región.

## Ciudades y municipios
| Ciudades   | Municipios | |
| ---------- | --- | --- |
| 1. Alzenau | 1. Bessenbach 2. Blankenbach 3. Dammbach 4. Geiselbach 5. Glattbach 6. Goldbach 7. Großostheim 8. Haibach 9. Heigenbrücken 10. Heimbuchenthal 11. Heinrichsthal 12. Hösbach 13. Johannesberg 14. Kahl am Main 15. Karlstein am Main | 1. Kleinkahl 2. Kleinostheim 3. Krombach 4. Laufach 5. Mainaschaff 6. Mespelbrunn 7. Mömbris 8. Rothenbuch 9. Sailauf 10. Schöllkrippen 11. Sommerkahl 12. Stockstadt am Main 13. Waldaschaff 14. Weibersbrunn 15. Westerngrund 16. Wiesen |